# Hallsbergs distrikt
Hallsbergs distrikt är från 2016 ett distrikt i Hallsbergs kommun och Örebro län.
Distriktet ligger i och omkring Hallsberg.

## Tidigare administrativ tillhörighet
Distriktet inrättades 2016 och utgörs av en del av området som till 1971 utgjorde Hallsbergs köping och vari Hallsbergs socken uppgick 1963.
Området motsvarar den omfattning Hallsbergs församling hade vid årsskiftet 1999/2000.